# Discestra mendax
Discestra mendax är en fjärilsart som beskrevs av Otto Staudinger 1878. Discestra mendax ingår i släktet Discestra och familjen nattflyn. Inga underarter finns listade i Catalogue of Life.